# Newfoundland School for the Deaf
Die Newfoundland School for the Deaf war eine kanadische Provinzschule in St. John’s auf Neufundland mit Wohn- und Tagesprogrammen für gehörlose und schwerhörige Schüler.
Die Schule unterrichtete sowohl Grundschüler als auch Sekundarschüler. Die Schülerzahl betrug etwa 10 Schüler in der Oberstufe und 20 in der Grundschule, insgesamt also 30 Schüler.
Gehörlose Studenten aus Kanada besuchten häufig die Gallaudet University in Washington, DC und das Rochester Institute of Technology in Rochester, New York.
Im August 2010 wurde die Schließung der Schule bekannt gegeben, da im kommenden Schuljahr keine Schüler mehr kommen würden und auch für die nächsten fünf Jahre keine neuen Schüler erwartet würden; alle gehörlosen und schwerhörigen Schüler der Provinz besuchten das öffentliche Schulsystem.